# 다카사키역
다카사키역, 또는 타카사키역(일본어: 高崎駅, たかさきえき)은 일본 군마현 다카사키시에 있는, 동일본여객철도와 일본화물철도, 조신 전철의 철도역이다. 조에쓰 신칸센, 호쿠리쿠 신칸센, 다카사키선, 조에쓰선, 신에쓰 본선, 조신 전철 조신선이 지나가며, 다카사키선, 조에쓰선, 신에쓰 본선, 조신 철도 조신선은 다카사키역이 시종착역이다. 문서 상으로는 다카사키선의 소속역이다.
이 밖에 하치코선, 아가쓰마선, 료모선, 도카이도 본선 방면으로 직결 운행하는 쇼난 신주쿠 라인의 열차들도 다카사키 역까지 운행한다.

## 역 구조

### 동일본여객철도
재래선은 3면 7선 구조의 섬식 승강장을 사용하며, 이 중 승강장 1곳은 두단식이다. 승강장은 2번 승강장부터 8번 승강장까지 있으며, 하치코선 열차가 사용하는 3번 승강장, 다카사키선의 일부 열차가 사용하는 7·8번 승강장을 제외하고는 열차들이 사용하는 승강장이 자주 바뀌므로 안내를 확인해야 한다. 다카사키선과 조에쓰선, 료모선의 일부 열차를 제외한 대부분의 열차들이 다카사키 역에서 시종착한다.
야간 열차를 포함한 모든 재래선 정기 열차는 이 역에서 모두 정차하고 있다.
| 2・4 | ■ 다카사키선 (우에노도쿄라인)                  | 구마가야·오미야·우라와·아카바네·우에노·도쿄·시나가와·요코하마·오후나·히라쓰카·오다와라 방면 (도카이도선) |
| 2・4 | ■ 쇼난 신주쿠 라인 (도카이도선에 직결 운행)    | 구마가야·오미야·이케부쿠로·신주쿠·요코하마·오후나·히라쓰카·오다와라 방면(당역출발)                       |
| 2・4 | ■ 조에쓰선                                     | 신마에바시·시부카와·미나카미·에치고유자와·나가오카 방면                                                  |
| 2・4 | ■ 아가쓰마선                                   | 신마에바시・시부카와・나가노하라쿠사쓰구치・만자·가자와구치 방면                                         |
| 2・4 | ■ 료모선                                       | 신마에바시·마에바시·오야마 방면                                                                          |
| 2・4 | ■ 신에쓰 본선                                  | 안나카·요코카와 방면                                                                                     |
| 3    | ■ 하치코선                                     | 군마후지오카·요리이·고마가와 방면                                                                        |
| 5・6 | ■ 조에쓰선                                     | 신마에바시·시부카와·미나카미·에치고유자와·나가오카 방면                                                  |
| 5・6 | ■ 아가쓰마선                                   | 신마에바시·시부카와·나가노하라쿠사쓰구치·만자·가자와구치 방면                                            |
| 5・6 | ■ 료모선                                       | 신마에바시·마에바시·오야마 방면                                                                          |
| 5・6 | ■ 신에쓰 본선                                  | 안나카·요코카와 방면                                                                                     |
| 7・8 | ■ 다카사키선                                   | 구마가야·오미야·우라와·아카바네·우에노 방면                                                              |
| 7・8 | ■ 쇼난 신주쿠 라인 (도카이도 본선에 직결 운행) | 구마가야·오미야·이케부쿠로·신주쿠·요코하마·오후나·히라쓰카·오다와라 방면                                 |

### 신칸센
신칸센은 2면 4선의 쌍섬식 승강장을 사용한다.
| 11・12 | ■ 조에쓰 신칸센                   | 에치고유자와·나가오카·니가타 방면      |
| 11・12 | ■ 호쿠리쿠 신칸센                 | 가루이자와·나가노·가나자와·쓰루가 방면 |
| 11・12 | ■ 조에쓰 신칸센 ■ 호쿠리쿠 신칸센 | 오미야・우에노·도쿄 방면(당역 출발)    |
| 13・14 | ■ 조에쓰 신칸센 ■ 호쿠리쿠 신칸센 | 오미야·우에노·도쿄 방면                |

### 조신 전철
지금은 없어진 JR 쪽 구 1번 승강장 옆에 새로운 0번 승강장을 신설해 사용하고 있다. 역사도 JR과는 별도의 역사를 지어 쓰고 있다.

## 화물 수송
정규 화물 수송은 없지만 일본화물철도에서 임시 화물 수송을 책임지고 있다.

## 역세권 정보
- 다카사키시청사
- 국도 17호선
- 국도 354호선

## 역사
- 1884년 5월 1일 - 닛폰 철도의 역으로 개업하였다.
- 1885년 10월 15일 - 관설철도가 요코가와 역까지 철도 노선을 뚫었다. 지금의 신에쓰 본선이다.
- 1897년 5월 10일 - 고즈케 철도가 후쿠시마 역 (지금의 조슈후쿠시마 역)까지 철도 노선을 뚫었다. 지금의 조신 철도 조신선이다.
- 1906년 11월 1일 - 닛폰 철도가 국유화되어 일본국유철도의 소속이 되었다.
- 1966년 12월 18일 - 조신 전철의 신설 승강장이 문을 열었다.
- 1982년 3월 1일 - 새 역사가 문을 열었다.
- 1982년 11월 15일 - 조에쓰 신칸센이 뚫려 정차역이 되었다.
- 1987년 4월 1일 - 민영화에 따라 일본국유철도의 다카사키 역이 동일본 여객철도의 소속이 되었다.
- 1997년 10월 1일 - 나가노 신칸센이 뚫려 정차역이 되었다. 지금의 호쿠리쿠 신칸센이다.
- 2001년 11월 18일 - 동일본 여객철도의 다카사키 역에서 스이카 및 제휴 교통카드의 사용이 가능해졌다.
- 2001년 12월 1일 - 쇼난신주쿠 라인의 운행이 개시되었다.
- 2004년 10월 16일 - 1번 승강장이 폐지되었다.

## 인접역
| 동일본 여객철도 ■ 조에쓰 신칸센                  | 동일본 여객철도 ■ 조에쓰 신칸센 | 동일본 여객철도 ■ 조에쓰 신칸센  |
| ------------------------------------------------ | ------------------------------- | -------------------------------- |
| 혼조와세다 도쿄 방면                             | ■ 조에쓰 신칸센                 | 조모코겐 니가타 방면             |
| 동일본 여객철도 ■ 호쿠리쿠 신칸센                |                                 |                                  |
| (조에쓰 신칸센 도쿄 방면)                        | ■ 호쿠리쿠 신칸센               | 안나카하루나 가나자와 방면       |
| 동일본 여객철도 ■ 다카사키선                     |                                 |                                  |
| 구라가노 오미야 방면                             | 보통 ■ 쇼난 신주쿠 라인         | (일부가 조에쓰선에 직결 운행)    |
| 동일본 여객철도 ■ 하치코선                       |                                 |                                  |
| 구라가노 고마가와 방면                           |                                 | (시종점역)                       |
| 동일본 여객철도 ■ 조에쓰선 ■ 아가쓰마선 ■ 료모선 |                                 |                                  |
| (일부가 다카사키선에 직결 운행)                  |                                 | 다카사키톤야마치 신마에바시 방면 |
| 동일본 여객철도 ■ 신에쓰 본선                    |                                 |                                  |
| (시종점역)                                       |                                 | 기타타카사키 요코카와 방면       |
| 조신 전철 ■ 조신선                               |                                 |                                  |
| (시종점역)                                       |                                 | 미나미타카사키 시모니타 방면     |